# Nordmakedoniens parlament
Forsamlingen for Republikken Makedonien er Nordmakedoniens parlament og lovgivende forsamling. Det har et kammer og 123 medlemmer, som er valgt for en fireårig periode.
Den nuværende formand for parlamentet er Trajko Veljanovski.

## Eksterne links
- Wikimedia Commons har flere filer relateret til Nordmakedoniens parlament
- hjemmeside

| Politik | Spire Denne artikel om politik og ideologi er en spire som bør udbygges. Du er velkommen til at hjælpe Wikipedia ved at udvide den. |

41°59′34″N 21°25′58″Ø / 41.9928°N 21.4328°Ø